# 加賀山茂
加賀山 茂（かがやま しげる、1948年 - ）は、日本の法学者（民法・消費者法）。学位は、法学修士（大阪大学）。名古屋大学名誉教授、明治学院大学名誉教授。大阪大学法学部教授・名古屋大学法学部教授・明治学院大学法学部教授・吉備国際大学教授を歴任。文部科学大臣賞最優秀賞受賞。

## 人物・経歴
愛媛県生まれ。大阪府立池田高等学校を経て、1972年大阪大学法学部卒業。1974年大阪大学大学院法学研究科民事法学専攻修士課程修了、法学修士。1979年同博士課程単位取得退学。浜上則雄ゼミ出身。
国民生活センター研修部教務課課長補佐を経て、1984年大阪大学教養部法学第三研究室講師。1987年大阪大学法学部民法第二講座助教授。1992年同教授。1996年名古屋大学法学部紛争処理法制講座教授。1999年名古屋大学大学院法学研究科法政応用情報処理講座教授。2005年明治学院大学大学院法務職研究科教授。2006年文部科学大臣賞最優秀賞受賞。2008年名古屋大学名誉教授。2017年明治学院大学定年退職、明治学院大学名誉教授。2018年4月吉備国際大学大学院（通信制）知的財産学研究科教授。

## 著書
- 国民生活センター編『キーワード式消費者契約実務百科』第一法規 1985年
- 『法律家のためのコンピュータ利用法－論理プログラミング入門』有斐閣 1990年
- 『民法体系1 総則・物権』信山社 1996年
- 『法情報学＝ネットワーク時代の法学入門〔第2版〕』（松浦好治と共編著）有斐閣 2002年
- 『現代民法 学習法入門』信山社 2007年
- 『契約法講義』日本評論社 2007年
- 『現代民法 担保法』信山社 2009年
- 『債権担保法講義』日本評論社 2011年
- 『DVD講義 　ビジュアル民法講義シリーズ1 民法入門・担保法革命』信山社 2013年
- 『民法（債権関係）改正法案の〔現・新〕条文対照表』信山社 2015年
- 『民法改正案の評価－債権関係法案の問題点と解決策－』信山社 2015年
- 『民法条文100選100ヵ条で学ぶ民法』信山社 2017年